# Ą̈̀
Ą̈̀ (minuskule: ą̈̀) je speciální znak latinky. Nazývá se A s gravisem (obrácenou čárkou), přehláskou a ocáskem. Používá se v indiánském jazyce hän, který má pouze asi 20 rodilých mluvčích a používá se především ve dvou vesnicích na Aljašce (USA) a v Yukonu (Kanada). Patří mezi na-dené athabaské jazyky.

## Unicode
V Unicode má Ą̈̀ a ą̈̀ tyto kódy:
Ą̈̀ <U+0104, U+0308, U+0300> nebo <U+0041, U+0328, U+0308, U+0300>
ą̈̀ <U+0105, U+0308, U+0300> nebo <U+0061, U+0328, U+0308, U+0300>